# خليل اليازجي
خليل بن ناصيف بن عبد الله بن ناصيف بن جنبلاط اليازجي (1856 - 1889م) أديب وشاعر لبناني يُعد من أول شعراء العرب الذي كتب في الشعر المسرحي. ولد وتعلم في بيروت، وزار مصر فأصدر أعداداً من مجلة مرآة الشر، وعاد إلى بيروت بعد فترة، فدّرس العربية في المدرسة الأميركية. وتوفي في بلدة الحدث فحمل إلى بيروت ودفن فيها. من مؤلفاته: (نسمات الأوراق-ط) من نظمه، و(المروءة والوفاء-ط) مسرحية شعرية كتبها عام 1876 وتعد أول مسرحية، و(الوسائل إلى إنشاء الرسائل)، و(الصحيح بين العامي والفصيح).

## سيرة
يعود أصل عائلته من منطقة حمص

## روابط خارجية
- خليل اليازجي على موقع أرشيف الشارخ.